# Modello a fontana
Il modello a fontana è un modello di sviluppo altamente iterativo, che ben si sposa con lo sviluppo del software con metodologie orientate agli oggetti, è particolarmente adatto a grandi progetti sviluppati da un gran numero di persone, specialmente se questi progetti riguardano prodotti “mission critical” che non possono fallire (programmi per il controllo del traffico aereo).

## Descrizione
Il modello a fontana riconosce che, nonostante alcune attività non possano iniziare prima di altre, (non si può codificare prima di progettare) c'è una considerevole sovrapposizione tra le attività durante il ciclo di sviluppo.
Nel disegno sono presenti però degli zampilli, anche a livelli inferiori, indice che in alcuni casi è necessario, date le nuove conoscenze che si hanno a disposizione sul progetto, fare una certa attività di ripianificazione che richiede quindi di ritornare nella software pool e risalire la fontana
Questo modello inoltre permette uno sviluppo di componenti software maggiormente autonomo, all'interno di un'infrastruttura unificante. L'obbiettivo di questo processo di sviluppo potrebbe essere visto come la “costituzione di un repository” in cui immagazzinare componenti riutilizzabili. Diventa considerevole, con questo parallelismo, il risparmio di tempo.
Ne emerge che questa metodologia è particolarmente adatta allo sviluppo di software modulare, in cui lo sviluppo dei moduli procede in parallelo: un esempio viene dallo sviluppo di un word processor, in cui il modulo della formattazione del testo può essere sviluppato nello stesso momento in cui viene sviluppato il modulo per la correzione ortografica.